# Stor-Harajaure
Stor-Harajaure är en sjö i Jokkmokks kommun i Lappland och ingår i Luleälvens huvudavrinningsområde.